# フォノン (アルバム)
『フォノン』は、eufoniusの12枚目のオリジナルアルバム。2011年11月23日にGloryHeavenから発売された。

## 概要
前作『アレセイア』からは1ヵ月ぶりのアルバムとなるが、フルアルバムとしては2年前の『碧のスケープ』以来で6枚目となる。収録曲13曲のうち7曲がアニメタイアップ、4曲が新曲、2曲が提供した楽曲のセルフカバーとなっている。
アルバムタイトルの『フォノン』は「音子」「音響量子」「音量子」（phonon）の意味である。「カラフル」で「キラキラ」した曲をお届けということで、ジャケットもピアノがカラフルで彩られているものになっている。なお11トラック目には高垣彩陽の2枚目のシングル「光のフィルメント」のセルフカバーバージョンが収められている。

## 収録曲
（特記以外、作詞：riya、作曲・編曲：菊地創）
1. phonon[1:37]
作曲・編曲：菊地創
2. サイクレイション[4:52]
3. 比翼の羽根[4:41]
テレビアニメ『ヨスガノソラ』OP主題歌。
4. マナ [5:34]
『“文学少女”シリーズ』イメージソング。
5. キラリクルリ[4:00] 
富山アニメ『マイの魔法と家庭の日』ED主題歌。
6. ゆきなみき [4:52]
野中藍に提供した同名曲（アルバム『しあわせのいろ』収録）のセルフカバー。
7. fugace[4:22]
作詞・作曲：riya、編曲：菊地創
8. 分解能[4:37]
9. 涙の記憶[5:18]
テレビアニメ『true tears』挿入歌。
10. きらきら[4:00]
テレビアニメ『ひまわりっ!!』ED主題歌。
11. MySmile[5:14]
富山アニメ『マイの魔法と家庭の日』OP主題歌。
12. 光のフィルメント[4:51]
高垣彩陽に提供した同名曲のセルフカバー。
13. 遥かな日々[6:05]
劇場アニメ『“文学少女”』主題歌。